# Адріан (Старина)
Митрополи́т Богородський Адріа́н (в миру Валенти́н Єго́рович Стари́на; 13 грудня 1943, Дніпропетровськ) — український та російський релігійний діяч. Дослідник церковної музики. Архієрей Православної церкви України. До 15 грудня 2018 року — митрополит Української православної церкви Київського патріархату, постійний член Синоду УПЦ КП (до 2011). Один із трьох архієреїв УПЦ КП, що мав кафедру на території Росії.

## Біографія
Народився 13 грудня 1943 року в місті Дніпрі. Батько майбутнього митрополита, Ягор Старина убитий на Другій світовій війні, мати сама виховувала п'ятьох дітей.
1960 року закінчив середню школу. В 1961—1963 роках — на військовій службі у Ярославській області РРФСР. Повертаючись із армії, заїхав до Троїце-Сергієвої лаври Московської патріархії, де став духовним учнем кубанського українця, головного реєнта Лаври і Московської Духовної академії ігумена Матвія Мормиля, який допоміг йому підготуватися до духовних навчальних закладів.
1967 року закінчив Дніпропетровське музичне училище. Протягом року викладав музику в Олешках на Херсонщині. З 1968 по 1973 роки навчався у Київському педагогічному інституті (музично-педагогічний факультет). Працював інспектором Бородянського відділу культури Київської області, але вже тоді вирішив присвятити життя служінню Церкви. З благословення митрополита Київського та всієї України Філарета Денисенка у січні 1974 року поїхав на навчання до Троїце-Сергієвої лаври, але не був прийнятий. Тоді його духівник Матвій Мормиль попросив ректора Московської духовної академії архієпископа Володимира Сабодана направити Валентина Старину у Смоленську єпархію. Там його висвятив у сан диякона та ієрея єпископ Смоленський і В'яземський Феодосій (Процюк).
За три роки служіння настоятелем у селі Ніколо-Яровня збудував Свято-Миколаївський храм.
Вступив до Московської духовної семінарії, суміщаючи навчання з викладанням на регентському відділенні при Московській духовній академії. 1981 на останньому курсі семінарії переведений у Ленінградську духовну семінарію, після закінчення якої 1982 року був направлений у розпорядження патріарха Московського Пімена.
1982 року прийнятий у клірики Московської єпархії, закінчив Московські духовну семінарію. Служив у Богоявленському храмі міста Коломна. 1987 року переведений до Каширського району та міста Балашихи. 8 вересня 1987 року пострижений у чернецтво намісником Троїце-Сергієвої лаври архімандритом Алексієм Кутєповим з іменем Адріан.
1988 року закінчив Московську духовну академію, де захистив кандидатську дисертацію «Церковний хоровий спів у Російській Православній Церкві за тисячолітній період її існування Х-ХХ ст.».
Навесні 1989 року призначається настоятелем Богоявленського собору міста Ногінська Московської області із зведенням у сан ігумена, а влітку 1990 року — возведений у сан архимандрита. Проте в 1992 році єпархіальні збори під проводом митрополита Ювеналія зажадали від ієромонаха Адріана від'їзду до Ульяновської єпархії РПЦ. Але Адріан не поїхав до Ульяновська, вважаючи це незаслуженою висилкою, а перейшов до складу РПАЦ, що тоді перебувала у складі Російської православної церкви Закордоном. У зв'язку з цим Московська патріархія позбавила його сану.

## У складі УПЦ Київського патріархату
27 грудня 1993 року архімандрит Адріан прийнятий до числа кліриків УПЦ Київського патріархату указом Святійшого Патріарха Володимира Романюка, а парафія Богоявленського собору міста Ногінськ Московської області включена до складу УПЦ КП як частина РПАЦ в юрисдикції патріарха Володимира Романюка. В парафії переважали етнічні росіяни, оскільки українців у Ногінську майже не було. Діяльність Адріана у Ногінську відзначалася великою благочинною роботою: створено безплатну їдальню та медпункт для не імущих жителів міста. При соборі діяли жіночий монастир, бібліотека на 50 тисяч томів, Духовна семінарія та Православний ліцей.

## Архиєрейське служіння
6 лютого 1994 року у Володимирському соборі Києва Філарет (Денисенко) та інші архієреї УПЦ КП висвятили архімандрита Адріана на єпископа Запорізького і Дніпропетровського..
8 лютого 1994 року Священний синод УПЦ Київського патріархату ухвалює рішення про заснування окремої єпархії на території Російської Федерації. Єпископ Адріан призначається правлячим архієреєм Богородської єпархії (Московської області) Української православної церкви Київського патріархату, але проживає постійно в Україні.
27 жовтня 1995 року піднесений до сану архієпископа.
1 лютого 1996 року призначається керуючим Дніпропетровською єпархією з титулом «архієпископ Дніпропетровський і Криворізький».
29 вересня 1997 року загін з 100 бійців ОМОНу — міліції особливого призначення РФ — за рішенням влади взяв під контроль для передачі Російській православній церкві Московського патріархату нерухоме і рухоме майно Богоявленського собору. Адріана в наручниках вивезли з території собору. За час, що минув після погрому, російська влада так і не вибачилася за свої брутальні дії, а Російська православна церква не повернула захоплене рухоме майно. Ця акція збіглася в часі з атаками на УПЦ Київського патріархату в самій Україні, де Святійшому патріарху Філарету погрожували фізичною розправою.
6 червня 1998 р. у Торонто проголошено створення "Міжнародного комітету із захисту Богоявленської парафії УПЦ КП м. Ногінська (Росія)" (скорочена назва Ногінський комітет). Ногінський комітет очолив Гуменюк Віктор Миколайович. Заступником його став ще один громадянин РФ - Паняк Стефан Григорович з м. Єкатеринбург.  Комітет проголосив себе незалежною міжнародною правозахисною групою, створеною для ведення однієї правозахисної справи у захисті прав парафіян м. Ногінська.
18 серпня 2000 року комітет офіційно підтримали інші лідери української діаспори РФ того часу: критик та перекладач Руденко-Десняк Олександр Олексійович - голова ФНКА "Українці Росії" (м. Москва), Голова Ради товариства "Славутич" Антонів Василь Федорович (м. Москва), Головний редактор сайту "Кобза. Українці Росії" Коломацький Василь Анатолійович (м. Москва), архітектор та поет Жигло Микола Васильович (мешканець м. Санкт-Петербург, де намагався створити та зареєструвати там громаду УПЦ-КП), працівник культурного центру України в Москві журналіст Харамбура Леонід Сергійович (м. Москва), історик та етнограф Бабенко Василь Якович (м. Уфа), а також соціолог та політолог, працівник Московського інституту соціологічного аналізу (нині "Левада-центр") і фонду "Общественное мнение", випускниця філологічного факультету Львівського університету Кутковець Тетяна Іванівна (м. Москва).  
.
9 грудня 2002 року владика Адріан рішенням Синоду УПЦ КП возведений у сан митрополита.
21 жовтня 2009 року рішенням Священного синоду УПЦ Київського патріархату призначений керуючим окремою Криворізькою єпархією з титулом «Криворізький і Нікопольський».
Згідно з рішенням Священного синоду від 13 травня 2011 року митрополит Адріан звільнений від управління Криворізькою єпархією та залишений керуючим Богородською єпархією (Московська область РФ) з титулом митрополит Богородський УПЦ КП.
Рішенням Священного Синоду від 13 травня 2011 року храм свв. апп. Петра і Павла, що у місті Дніпропетровську, був повернений до складу Дніпропетровської єпархії, при силових діях прихильників владики Симеона. Митрополит Адріан був спеціально «запрошений» до Києва, а в цей час здійснився задум, тобто захоплення Петро–Павлівського храму. .
15 грудня 2018 року митрополит Адріан узяв участь в Об'єднавчому соборі українських православних церков, проведений екзархами Вселенської патріархії. Увійшов до числа архієреїв диптихіальної Православної церкви України.
У 2013 році від Адріана з іменем Меркурій прийняв чернечий постриг та висвяту в сан ієродиякона його секретар - Скороход Станіслав Юрійович, 1988 року народження, який у період 2008-2015 років був секретарем Адріана. Далі, у травні 2016 року став ієромонахом Богородської єпархії ПЦУ. Але уже з січня 2017 року служить у м. Нікополь Дніпропетровської області. 
10 червня 2018 року від Адріана (Старини) прийняв чернечий постриг з іменем Андрій, та рукоположений пізніше в сан ієромонаха мешканець Одеси, та засновник Свято-Сергіївського скиту в м. Очаків Миколаївської області, один з лідерів українського дворянського руху Горчаков Андрій Анатолійович. .
Далі, 14 травня 2019 року ієромонах Андрій (Горчаков) був призначений секретарем Богородської єпархії УПЦ-КП, з благословення митрополита Адріана. .
11 квітня 2024 року, за повідомленням ігумена Меркурія (Скорохода), російська влада знесла домовий храм Адріана (Старини) на честь святої Троїці, побудований у 2015-2016 роках.

## Нагороди
2007 року «за особистий внесок в соціально-економічний, культурний розвиток Української держави, вагомі трудові досягнення, а також з нагоди 16 річниці незалежності України» нагороджений Президентом Віктором Ющенком орденом «За заслуги» III степені.
Удостоєний церковних нагород:
- Орден Святого Архистратига Божого Михаїла (1999 р.),
- Орден святого рівноапостольного князя Володимира Великого III ступеня (23.01.2004 р.),
- Орден Юрія Переможця (14.12.2006 р.)[4].